# دده‌پیناری (یورغیر)
دده‌پیناری (به ترکی استانبولی: Dedepınarı) یک منطقهٔ مسکونی در ترکیه است که در یورغیر واقع شده‌است.